# 야마나카 아야코
야마나카 아야코(일본어: 山中絢子, 1986년 10월 14일 ~ )는 일본의 은퇴한 방송인, 그라비아 아이돌이다. 2007년도에 개최된 오사카 모터쇼가 확인 가능한 첫 경력이다. 2008년 첫 DVD 작품 《있는 대로…LET IT BE》가 발매되었고 은퇴 전까지 총 3편의 DVD를 촬영했다, 2010년 4월 에비스 마스캇츠에 가입했으며, 이후 다양한 버라이어티 프로그램에 출연했다. 2014년 8월 31일 마지막 촬영회를 갖고 연예계에서 은퇴했다.

## 같이 보기
- 쵸이토 마스캇토!
- 에비스 마스캇츠